# Wereldkampioenschappen duatlon korte afstand
Het wereldkampioenschap duatlon korte afstand wordt sinds 1990 gehouden. Het wordt georganiseerd door de International Triathlon Union. De exacte afstand verschilt per jaar, maar meestal gaat het om 10 kilometer lopen, gevolgd door 40 kilometer fietsen, weer gevolgd door 5 kilometer lopen.

## Afstanden
| Jaar | Datum           | Plaats             | Afstand (km) | Afstand (km) | Afstand (km) |
| Jaar | Datum           | Plaats             | Lopen 1      | Fietsen      | Lopen 2      |
| ---- | --------------- | ------------------ | ------------ | ------------ | ------------ |
| 1990 | 24 november     | Cathedral City     | 10           | 60           | 10           |
| 1991 | 30 november     | Cathedral City     | 10           | 60           | 10           |
| 1992 | 7 juni          | Frankfurt          | 10           | 60           | 10           |
| 1993 | 17 oktober      | Arlington          | 5            | 50           | 5            |
| 1994 | 19 november     | Hobart             | 10           | 40           | 5            |
| 1995 | 3 november      | Cancún             | 10           | 40           | 5            |
| 1996 | 14-15 september | Ferrara            | 10           | 40           | 5            |
| 1997 | 13 september    | Guernica           | 10           | 40           | 5            |
| 1998 | 23 augustus     | Sankt Wendel       | 10           | 40           | 5            |
| 1999 | 17 oktober      | Huntersville       | 10           | 40           | 5            |
| 2000 | 8 oktober       | Calais             | 10           | 40           | 5            |
| 2001 | 11 september    | Rimini             | 10           | 40           | 5            |
| 2002 | 20 oktober      | Alpharetta         | 10           | 40           | 5            |
| 2003 | 31 augustus     | Affoltern am Albis | 10           | 40           | 5            |
| 2004 | 30 mei          | Geel               | 10           | 40           | 5            |
| 2005 | 25 september    | Newcastle          | 10           | 40           | 5            |
| 2006 | 29 juli         | Corner Brook       | 10           | 40           | 5            |
| 2007 | 19 mei          | Győr               | 10           | 40           | 5            |
| 2008 | 27 september    | Rimini             | 10           | 40           | 5            |
| 2009 | 26 september    | Concord            | 10           | 40           | 5            |
| 2010 | 3-5 september   | Edinburgh          | 10           | 38,4         | 5            |
| 2011 | 24-25 september | Gijón              | 10           | 40           | 5            |
| 2012 | 22 september    | Nancy              | 10           | 40           | 5            |
| 2013 | 26-27 juli      | Cali               | 10           | 37           | 5            |
| 2014 | 31 mei          | Pontevedra         | 10           | 40           | 5            |
| 2015 | 17 oktober      | Adelaide           | 10           | 40           | 5            |
| 2016 | 4 juni          | Avilés             | 10           | 40           | 5            |
| 2017 | 19 augustus     | Penticton          | 10           | 40,5         | 5            |
| 2018 | 6 juli          | Funen              | 9,5          | 37,8         | 4,5          |
| 2019 | 27 april        | Pontevedra         | 9,9          | 40           | 4,8          |
| 2021 | 6–7 november    | Avilés             | 10           | 40           | 5            |
| 2022 | 10 juni         | Târgu Mureș        | 10           | 37,5         | 5            |

## Mannen
| Jaar | Locatie            | Goud              | Zilver              | Brons                 |
| ---- | ------------------ | ----------------- | ------------------- | --------------------- |
| 1990 | Cathedral City     | Kenny Souza       | George Pierce       | Benjamin Paredes      |
| 1991 | Cathedral City     | Matt Brick        | Jeff Devlin         | Shane Cleveland       |
| 1992 | Frankfurt          | Matt Brick        | Benjamin Paredes    | Mark Koks             |
| 1993 | Arlington          | Greg Welch        | Urs Dellsperger     | Spencer Smith         |
| 1994 | Hobart             | Normann Stadler   | Urs Dellsperger     | Andrew Noble          |
| 1995 | Cancún             | Oscar Galíndez    | Urs Dellsperger     | Normann Stadler       |
| 1996 | Ferrara            | Andrew Noble      | Stepan Chroustovsky | Tim Bentley           |
| 1997 | Guernica           | Jonathan Hall     | Yann Millon         | Nicolas Lebrun        |
| 1998 | Sankt Wendel       | Yann Millon       | Nicolas Lebrun      | Andrew Noble          |
| 1999 | Huntersville       | Yann Millon       | Jurgen Dereere      | Raul Llamazares       |
| 2000 | Calais             | Benny Vansteelant | Yann Millon         | Huub Maas             |
| 2001 | Rimini             | Benny Vansteelant | Marcel Laros        | Luca Barzaghi         |
| 2002 | Alpharetta         | Tim Don           | Greg Bennett        | Luca Barzaghi         |
| 2003 | Affoltern am Albis | Benny Vansteelant | Jonathan Hall       | Alessandro Alessandri |
| 2004 | Geel               | Benny Vansteelant | Lino Barruncho      | Nicolas Lebrun        |
| 2005 | Newcastle          | Paul Amey         | Tim Don             | Javier Garcia         |
| 2006 | Corner Brook       | Leon Griffin      | Jurgen Dereere      | Rob Woestenborghs     |
| 2007 | Győr               | Paul Amey         | Jurgen Dereere      | Sergio Silva          |
| 2008 | Rimini             | Rob Woestenborghs | Paul Amey           | Bart Aernouts         |
| 2009 | Concord            | Jarrod Schoemaker | Damien Derobert     | Jurgen Dereere        |
| 2010 | Edinburgh          | Bart Aernouts     | Rob Woestenborghs   | Joerie Vansteelant    |
| 2011 | Gijón              | Roger Roca        | Victor del Corral   | Benoit Nicolas        |
| 2012 | Nancy              | Emilio Martin     | Antoine Duvivier    | Benoit Nicolas        |
| 2013 | Cali               | Rob Woestenborghs | Emilio Martin       | Benoit Nicolas        |
| 2014 | Pontevedra         | Benoit Nicolas    | Etienne Diemunsch   | Emilio Martin         |
| 2015 | Adelaide           | Emilio Martin     | Benoit Nicholas     | Mark Buckingham       |
| 2016 | Avilés             | Richard Murray    | Emilio Martin       | Jorik van Egdom       |
| 2017 | Penticton          | Benoit Nicolas    | Emilio Martin       | Mark Buckingham       |
| 2018 | Funen              | Andreas Schilling | Yohan Le Berre      | Mark Buckingham       |
| 2019 | Pontevedra         | Benjamin Choquert | Emilio Martin       | Angelo Vandecasteele  |

## Vrouwen
| Jaar | Locatie            | Goud                 | Zilver                    | Brons                     |
| ---- | ------------------ | -------------------- | ------------------------- | ------------------------- |
| 1990 | Cathedral City     | Thea Sybesma         | Dona Landreville          | Silviane Puntous          |
| 1991 | Cathedral City     | Erin Baker           | Donna Peters-Landreville  | Thea Sybesma              |
| 1992 | Frankfurt          | Jenny Alcom          | Sue Schlatter             | Irma Heeren               |
| 1993 | Arlington          | Carol Montgomery     | Irma Heeren               | Maddy Tormoen             |
| 1994 | Hobart             | Irma Heeren          | Natascha Badmann          | Jackie Gallagher          |
| 1995 | Cancún             | Natascha Badmann     | Sybille Blersch           | Irma Heeren               |
| 1996 | Ferrara            | Jackie Gallagher     | Lucy Smith                | Suzanne Nedergaard        |
| 1997 | Guernica           | Irma Heeren          | Michelle Dillon           | Virginia Berasategui      |
| 1998 | Sankt Wendel       | Irma Heeren          | Edwige Pitel              | Dolorita Fuchs-Gerber     |
| 1999 | Huntersville       | Jackie Gallagher     | Emma Carney               | Fiona Lothian             |
| 2000 | Calais             | Steph Forrester      | Siri Lindley              | Christiane Söder          |
| 2001 | Rimini             | Erika Csomor         | Michelle Dillon           | Annie Emmerson            |
| 2002 | Alpharetta         | Corine Raux          | Erika Csomor              | Edwige Pitel              |
| 2003 | Affoltern am Albis | Edwige Pitel         | Andrey Cleau              | Vicki Pincombe            |
| 2004 | Geel               | Erika Csomor         | Annaleah Emmerson         | Laura Giordano            |
| 2005 | Newcastle          | Michelle Dillon      | Catriona Morrison         | Andrea Whitcombe          |
| 2006 | Corner Brook       | Catriona Morrison    | Lucy Smith                | Laura Giordano            |
| 2007 | Győr               | Vanessa Fernandes    | Michelle Dillon           | Erika Csomor              |
| 2008 | Rimini             | Vanessa Fernandes    | Catriona Morrison         | Ana Burgos                |
| 2009 | Concord            | Vendula Frintová     | Sandra Levenez            | Ana Burgos                |
| 2010 | Edinburgh          | Catriona Morrison    | Sandra Levenez            | Felicity Sheedy-Ryan      |
| 2011 | Dijon              | Katie Hewison        | Jenny Schulz              | Sandra Levenez            |
| 2012 | Nancy              | Felicity Sheedy-Ryan | Katie Hewison             | Sandra Levenez            |
| 2013 | Cali               | Ai Ueda              | Sandra Levenez            | Jenny Schulz              |
| 2014 | Pontevedra         | Sandra Levenez       | Gillian Backhouse         | Sabrina Monmarteau        |
| 2015 | Adelaide           | Emma Pallant         | Ai Ueda                   | Sandra Levenez            |
| 2016 | Avilés             | Emma Pallant         | Andrea Steyn              | Margarita Garcia Cañellas |
| 2017 | Penticton          | Felicity Sheedy-Ryan | Margarita Garcia Cañellas | Emma Pallant              |
| 2018 | Funen              | Sandrina Illes       | Ai Ueda                   | Georgina Schwiening       |
| 2019 | Pontevedra         | Sandra Levenez       | Sandrina Illes            | Garance Blaut             |

## Medaillespiegel
| Plaats | Land                | Goud | Zilver | Brons | Totaal |
| 1      | Verenigd Koninkrijk | 10   | 8      | 10    | 28     |
| 2      | Frankrijk           | 9    | 12     | 11    | 32     |
| 3      | Australië           | 9    | 5      | 5     | 19     |
| 4      | België              | 7    | 5      | 5     | 17     |
| 5      | Nederland           | 4    | 2      | 6     | 12     |
| 6      | Spanje              | 3    | 6      | 7     | 16     |
| 7      | Nieuw-Zeeland       | 3    | 0      | 0     | 3      |
| 8      | Verenigde Staten    | 2    | 5      | 2     | 9      |
| 9      | Hongarije           | 2    | 1      | 1     | 4      |
| 9      | Portugal            | 2    | 1      | 1     | 4      |
| 11     | Zwitserland         | 1    | 5      | 1     | 7      |
| 12     | Canada              | 1    | 3      | 1     | 5      |
| 14     | Duitsland           | 1    | 1      | 3     | 5      |
| 13     | Japan               | 1    | 2      | 0     | 3      |
| 15     | Tsjechië            | 1    | 1      | 0     | 2      |
| 15     | Zuid-Afrika         | 1    | 1      | 0     | 2      |
| 15     | Oostenrijk          | 1    | 1      | 0     | 2      |
| 18     | Denemarken          | 1    | 0      | 1     | 2      |
| 19     | Argentinië          | 1    | 0      | 0     | 1      |
| 20     | Mexico              | 0    | 1      | 1     | 2      |
| 21     | Italië              | 0    | 0      | 5     | 5      |
| Totaal | Totaal              | 60   | 60     | 60    | 180    |

(bijgewerkt t/m 2019)